# Paicol
Paicol é um município da Colômbia, localizado no departamento de Huila.